# Buch (Švýcarsko)
Buch je obec ve švýcarském kantonu Schaffhausen. Žije zde 316 obyvatel.

## Geografie
Buch se nachází v oblasti Hegau na východě kantonu Schaffhausen, v jeho exklávě, která do roku 1999 tvořila okres Stein, mezi městy Singen am Hohentwiel (v Německu), Stein am Rhein a Schaffhausen. K Buchu patří také vesnice Hard a Blindenhusen.
Obec leží na řece Biber, která se u mlýna Bibermühle vlévá do Rýna.

## Historie

Letecký pohled (1958)

Buch byl poprvé zmíněn v roce 1080. Ve středověku patřil Buch k významným sídlům panství a měl větší význam než mnohem lidnatější okolní obce. Vazby na Schaffhausen sahají až do 14. století (vlastnictví kláštera). Proto Buch patřil ke kantonu Schaffhausen déle než zbytek horní části kantonu. S reformací připadlo panství v roce 1529 městu Schaffhausen, které donutilo prvního kupce, starostu Hanse Peyera, aby jej prodal. V roce 1559 vzniklo panství Buch, k níž patřily také Buchthalen, Widlen a Gennersbrunn. Až do roku 1798 byl Buch jediným schaffhausenským panstvím v dnešní horní části kantonu až do roku 1798, kdy bylo curyšské panství Stein am Rhein s Hemishofenem a Ramsenem přiděleno kantonu Schaffhausen.

## Obyvatelstvo

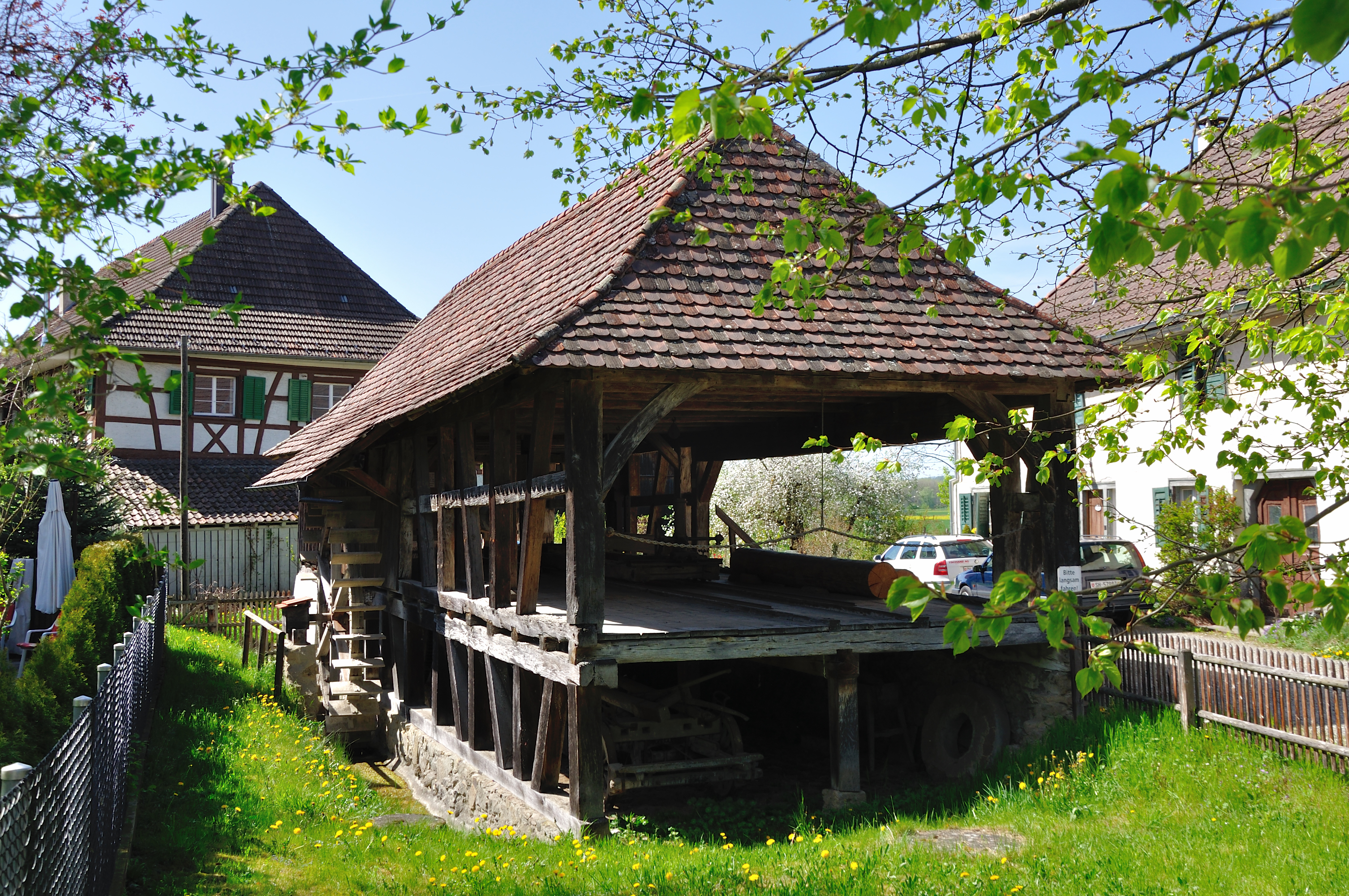
Tradiční architektura v obci

| Rok            | 1836 | 1850 | 1900 | 1910 | 1950 | 1980 | 2000 | 2007 | 2012 |
| Počet obyvatel | 288  | 399  | 389  | 348  | 329  | 259  | 341  | 300  | 322  |

## Doprava
Do obce Buch jezdí každou hodinu autobus veřejné hromadné dopravy. Obec leží na autobusové lince Schaffhausen – Büsingen – Dörflingen – Randegg – Buch – Ramsen. Autobusová linka několikrát překračuje hranice mezi Německem a Švýcarskem.
K dispozici jsou také cyklistické a turistické stezky.